# Episodios nacionales para niños

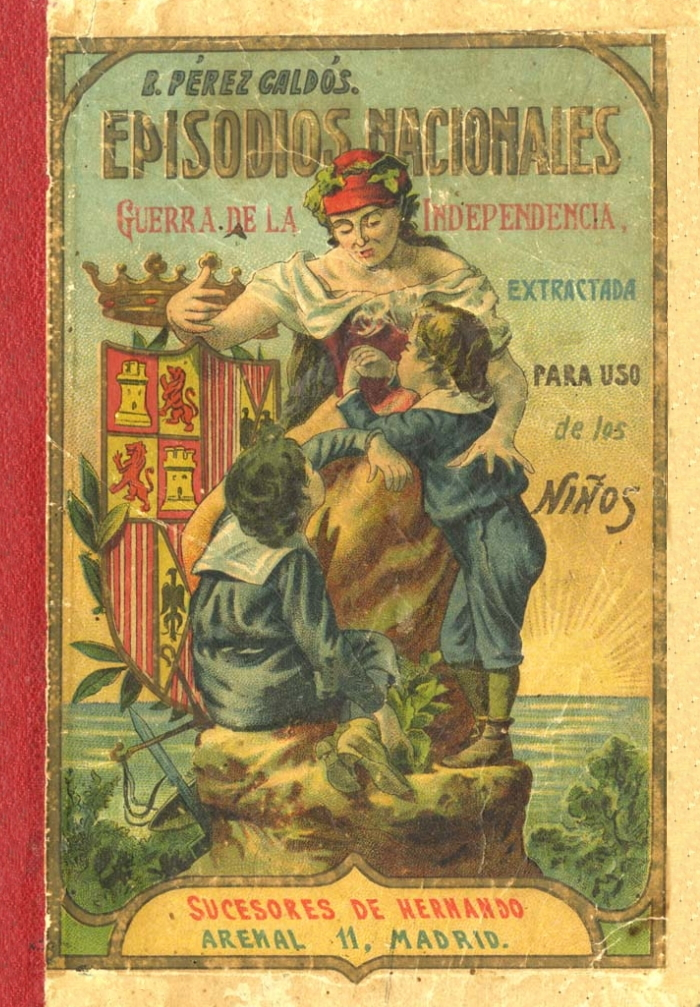
Portada de la primera edición de los Episodios Nacionales para niños. Fascículo "Guerra de la Independencia", Editorial Sucesores de Hernando, Madrid, 1909

Los Episodios nacionales para niños, titulados originalmente Episodios nacionales extractados para uso de los niños son una pequeña colección de siete novelas históricas escritas por Benito Pérez Galdós y redactadas, probablemente, durante 1907 y 1908. Las siete novelas fueron extraídas de la primera serie de sus Episodios Nacionales y fueron adaptadas de forma específica para ser leídas por los niños.
Galdós, gran amante de los niños, consciente del valor didáctico de sus Episodios Nacionales y la gran difusión y alcance que éstos habían tenido, decidió escribir esta adaptación. La obra fue publicada por primera vez, en edición por fascículos, en el año 1909 bajo el título Episodios Nacionales Guerra de la Independencia extractada para uso de los niños y en edición completa en el año 1917. Ambas ediciones fueron realizadas por el Cabildo Insular de Gran Canaria y publicadas por la editorial Sucesores de Hernando de Madrid.
Se desconoce si Galdós renunció a realizar la adaptación del resto de series o la labor quedó inconclusa al aproximarse a los últimos años de su vida.
Tomando como referencia la edición ilustrada de la primera serie de los Episodios Nacionales de  1882-85, Galdós hizo una drástica reducción al adaptarla para la lectura de los niños, suprimiendo tres episodios completos y casi trescientos capítulos de los siete restantes. En la versión para niños, Galdós prestó mayor atención a aquellos episodios que, como Trafalgar o Zaragoza, fueron cumbre de la resistencia trágica y del heroísmo, como ejemplo de los ideales patrióticos más altos y sublimes, frente a otros episodios como La Corte de Carlos IV o Cádiz, que relatan hechos históricos o aconteceres personales, donde predomina la intriga, la vida cotidiana, social, política o cultural.
En la exposición y desarrollo de los Episodios Nacionales para niños lo heroico y lo didáctico destacan como rasgos y fines más relevantes en el conjunto de lo narrado, mostrando cómo la resistencia hasta la muerte puede ser ejemplo de patriotismo de un pueblo sacrificado por la causa de su independencia, por una guerra justa a pesar de todos sus horrores y destrucciones y como sobre ello -tal y como se ve en el desenlace de todos estos episodios- triunfa el ideal de la vida pacífica.